# Roxanne Perez
Carla Gonzalez (née le 5 novembre 2001 à Laredo (Texas)) est une catcheuse (lutteuse professionnelle) américaine. Elle travaille actuellement à la World Wrestling Entertainment, dans la division Raw, sous le nom de Roxanne Perez.
Elle commence sa carrière au Texas en 2016 sous le nom de Rok-C. En 2021, elle commence à travailler à la Ring of Honor (ROH) et y devient la première championne du monde féminine de la ROH.
En 2022, elle rejoint la WWE qui l'envoie lutter dans l'émission NXT. Elle y remporte le championnat par équipes de la NXT avec Cora Jade avant d'être championne de la NXT.

## Carrière dans le catch

### Débuts (2016-2022)
Carla Gonzalez commence à s'entraîner pour devenir catcheuse dès ses 13 ans au sein de l'école de catch de la Laredo Wrestling Alliance auprès de Daga. À cette époque elle fait une courte apparition dans l'émission WWE Total Divas où elle dit qu'elle souhaite devenir la diva du futur. Elle fait ses débuts en avril 2016 sous le nom de Rok-C et commence à lutter pour plusieurs petites fédérations texanes.
En 2019, elle commence à travailler régulièrement pour la Reality of Wrestling, la fédération de catch de Booker T, ainsi que dans des fédérations de catch féminin connu au niveau national.

### Ring Of Honor (2021-2022)
En avril 2021, la Ring of Honor (ROH) souhaite relancer sa division féminine en lançant sur YouTube l'émission Women’s Division Wednesdays. Rok-C y apparaît dans le premier épisode le 28 avril où elle fait équipe avec Max The Impaler et elles affrontent Hyan et Laynie Luck. Cet affrontement se termine sur une égalité car il atteint la limite de temps de 15 minutes. Le 11 juillet au cours de Best in the World (en), Maria Kanellis annonce l'organisation d'un tournoi pour désigner la première championne du monde féminine de la ROH dont Rok-C est une des participantes. Elle se hisse en finale en éliminant successivement Sumie Saka le 31 juillet puis Quinn McKay le 21 août et enfin Angelina Love le 4 septembre,,. La finale a lieu huit jours plus tard à Death Before Dishonor XVIII (en) où elle bat Miranda Alize pour devenir la première championne du monde féminine ROH.
Elle défend son titre pour la première fois le 25 septembre durant un spectacle de la New Texas Pro Wrestling dont elle est aussi la championne. Ce jour-là, elle met ces deux ceintures en jeu et les conserve face à Killer Kelly.

### World Wrestling Entertainment (2022-...)
Le 17 mars 2022, elle signe officiellement avec la World Wrestling Entertainment.

#### Débuts àNXT, championne par équipes deNXTavec Cora Jade et double championne deNXT(2022-2025)
Le 15 avril à NXT Level Up, elle fait ses débuts dans le show jaune, sous le nom de Roxanne Perez, dispute son premier match et bat Sloane Jacobs. Le 7 juin à NXT 2.0, elle bat Tiffany Stratton en finale du tournoi Breakout féminin. Après le combat, Cora Jade, avec qui elle s'allie officiellement, la félicite et lui donne le contrat pour un match de championnat, mais les deux catcheuses se font interrompre et attaquer par Toxic Attraction (Mandy Rose, Gigi Dolin et Jacy Jayne), jusqu'à l'arrivée d'Indi Hartwell pour leur prêter main-forte.
Le 8 juillet à NXT: The Great American Bash, elles deviennent les nouvelles championnes par équipes de NXT en battant Gigi Dolin et Jacy Jayne et remportent les titres pour la première fois de leurs carrières. Quatre soirs plus tard à NXT 2.0, elle ne remporte pas le titre féminin de NXT, battue par Mandy Rose. Pendant le combat, Cora Jade effectue un Heel Turn, car cette dernière la frappe avec l'un des titres par équipes, et après la rencontre, la tabasse avec son skateboard, ce qui met fin à leur alliance. Le 26 juillet à NXT 2.0, à la suite de la trahison de sa désormais ex-partenaire, elle est contrainte d'abandonner les ceintures.
Le 10 décembre à NXT Deadline, elle remporte le premier Women's Iron Survivor Challlenge en battant Cora Jade, Indi Hartwell, Zoey Stark et Kiana James et devient aspirante no 1 au titre féminin de NXT. Trois soirs plus tard à NXT, elle devient la nouvelle championne de NXT en prenant sa revanche sur Mandy Rose et remporte le titre pour la première fois de sa carrière.
Le 28 janvier 2023 au Royal Rumble, elle entre dans son tout premier Women's Royal Rumble match en 8e position, mais se fait éliminer par Damage CTRL (Bayley, Dakota Kai et IYO SKY) après 4 minutes de match. Le 4 février à NXT Vengeance Day, elle conserve son titre en battant Gigi Dolin et Jacy Jayne dans un Triple Threat match.
Le 1er avril à NXT Stand & Deliver, elle ne conserve pas sa ceinture, battue par Indi Hartwell dans un Ladder match qui inclut également Gigi Dolin, Tiffany Stratton, Lyra Valkyria et Zoey Stark.
Le 30 juillet à NXT: The Great American Bash, elle bat Blair Davenport dans un Weapons Wild match.
Le 9 décembre à NXT Deadline, elle perd face à Kiana James dans un Steel Cage match.
Le 27 janvier 2024 au Royal Rumble, elle entre dans le Women's Royal Rumble match en 27e position, mais se fait éliminer par Tiffany Stratton après 8 minutes de match. Le 4 février à NXT Vengeance Day, elle ne remporte pas le titre féminin de NXT, battue par Lyra Valkyria dans un Triple Threat match qui inclut également Lola Vice. Le 5 mars à NXT Roadblock, après la victoire des Kabuki Warriors sur la championne de NXT et Tatum Paxley pour les titres féminins par équipes, elle effectue un Heel Turn, car elle attaque la première et la blesse au bras gauche.
Le 6 avril à NXT Stand & Deliver, elle redevient championne de NXT, pour la seconde fois, en prenant sa revanche sur la catcheuse irlandaise. Le 9 juin à NXT Battleground, elle conserve son titre en battant Jordynne Grace.
Le 7 juillet à NXT Heatwave, elle conserve son titre en battant Lola Vice. Le 1er septembre à NXT No Mercy, elle conserve son titre en battant Jaida Parker. Après le combat, Giulia fait ses débuts et la défie.
Le 1er octobre à NXT, elle conserve son titre en battant la catcheuse japonaise, aidée par Cora Jade qui fait son retour de blessure et se rallie avec elle. Le 27 octobre à NXT: Halloween Havoc, sa partenaire et elle perdent face à sa rivale et Stephanie Vaquer.
Le 7 janvier 2025 à NXT: New Year's Evil, elle ne conserve pas sa ceinture, battue par Giulia dans un match revanche. Le 1er février au Royal Rumble, elle entre dans le Women's Royal Rumble match en 3e position, élimine la catcheuse japonaise avant d'être elle-même éliminée en dernière par la future gagnante, Charlotte Flair, après 67 minutes de match. Quatorze soirs plus tard à NXT Vengeance Day, elle ne remporte pas la ceinture, rebattue par sa même adversaire dans un Fatal 4-Way match qui inclut également Bayley et Cora Jade. Le 1er mars à Elimination Chamber, elle ne devient pas aspirante no 1 à la ceinture mondiale féminine, battue par Bianca Belair dans son tout premier Women's Elimination Chamber match (éliminée par Alexa Bliss).

#### Raw, The Judgment Day et championne par équipes avec Raquel Rodriguez (2025-...)
Le 19 mai à Raw, elle signe officiellement avec le show rouge. Le même soir, elle dispute son premier match, bat Natalya et Becky Lynch dans un Triple Threat match et se qualifie pour le Women's Money in the Bank Ladder match,. Le 7 juin à Money in the Bank, elle ne remporte pas la mallette, gagnée par Naomi. Le 30 juin à Raw, elle remplace temporairement Liv Morgan aux côtés de Raquel Rodriguez et devient officiellement une nouvelle membre du Judgment Day,.
13 soirs plus tard à Evolution, les deux catcheuses conservent leurs titres en battant Sol Ruca et Zaria, Alexa Bliss et Charlotte Flair et les Kabuki Warriors (Asuka et Kairi Sane) dans un Fatal 4-Way Tag Team match. Le 2 août à SummerSlam, elles ne conservent pas leurs ceintures, battues par la précédente seconde équipe adverse dans un match revanche.

## Palmarès
- New Texas Pro Wrestling
  - 1 fois New Texas Women's Champion

- Renegade Wrestling Revolution
  - 1 fois RWR Vixens Champion

- Ring Of Honor
  - 1 fois championne du monde de la ROH (première)

- Reality of Wrestling
  - 1 fois ROW Diamonds Division Champion

- World Wrestling Entertainment
  - Vainqueur du tournoi NXT Women's Breakout (2022)
  - Vainqueur du Women's Iron Survivor Challenge (2022)
  - 1 fois championne par équipes de la NXT — avec Cora Jade
  - 2 fois championne de la NXT
  - 1 fois championne par équipes - avec Raquel Rodriguez (actuel)

## Récompenses des magazines
- Pro Wrestling Illustrated

| Année | 2021 | 2022 | 2023 | 2024 |
| ----- | ---- | ---- | ---- | ---- |
| Rang  | 28   | 36   | 15   | 11   |

## Vie privée
- Elle est en couple avec le catcheur Drake Morreaux[45].